# St-Victor (Castellane)

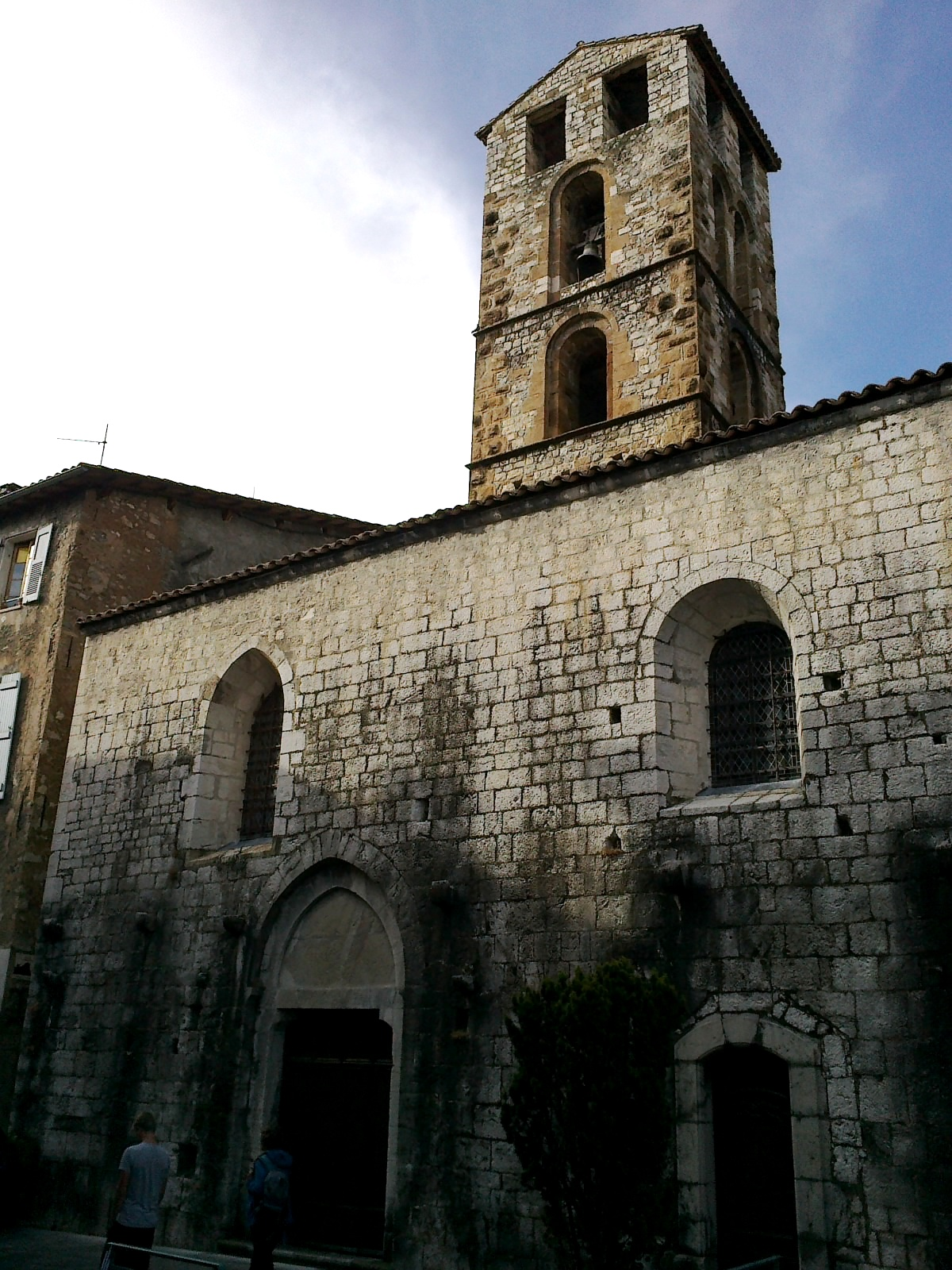
Kirche St-Victor in Castellane

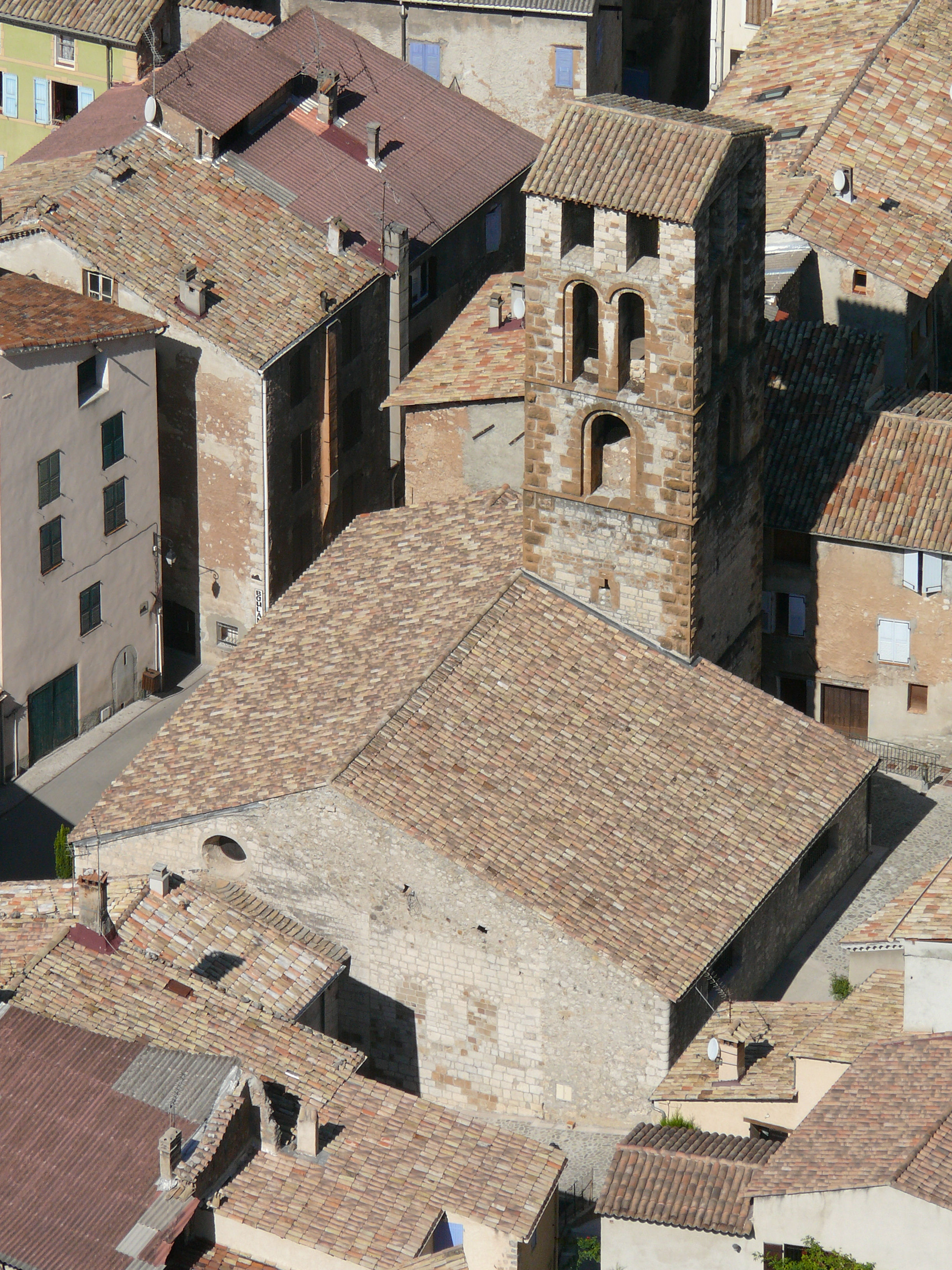
Kirche St-Victor

Saint-Victor ist eine römisch-katholische Kirche in der provenzalischen Gemeinde Castellane im Bistum Digne. Sie ist seit 1944 als Monument historique eingestuft.

## Lage, Geschichte und Funktion
Die Kirche Saint-Victor liegt im historischen Zentrum von Castellane in der gleichnamigen Straße. Sie wurde in der ersten Hälfte des 13. Jahrhunderts als Prioreikirche der Abtei Saint-Victor von Marseille einschiffig errichtet und im 15. und 18. Jahrhundert jeweils um ein Seitenschiff erweitert. Von 1260 bis 1884 war sie Pfarrkirche, wurde dann jedoch von der neu erbauten Kirche Sacré-Coeur abgelöst.

## Patrozinium
Die Kirche ist dem Patronat des heiligen Viktor von Marseille anvertraut.

## Maße und Ausstattung
Die in neuester Zeit renovierte romanische Kirche ist 22 m lang, 19 m breit und 10 m hoch. Sie ist mit Gemälden und Mobiliar reich ausgestattet. Bemerkenswert ist ein großes Lesepult mit Schrank.